# Icard, North Carolina
Icard, North Carolina (енгл. Icard) насељено је место без административног статуса у америчкој савезној држави Северна Каролина.

## Демографија
По попису из 2010. године број становника је 2.664, што је 70 (-2,6%) становника мање него 2000. године.
| Група             | 2000.         | 2010.         |
| Белци             | 2.637 (96,5%) | 2.456 (92,2%) |
| Афроамериканци    | 13 (0,5%)     | 14 (0,5%)     |
| Азијати           | 49 (1,8%)     | 72 (2,7%)     |
| Хиспаноамериканци | 18 (0,7%)     | 107 (4,0%)    |
| Укупно            | 2.734         | 2.664         |